# Deep Purple
Deep Purple (транскр.  Дип перпл, IPA: //) енглеска је хард рок група. Сматрају се пионирима и родоначелницима хеви метала заједно са групама Лед зепелин и Блек сабат, иако група себе никад није сматрала правим и аутентичним хеви метал бендом. Група је добила име по истоименој песми Питера де Роуза, а до данас је продала преко сто милиона албума. Најпознатија песма групе је Smoke on the Water са албума Machine Head.
Група је променила више постава, а имала је осмогодишњу паузу у раду и два поновна окупљања. Комерцијално најуспешнија постава групе била је друга по реду: Ијан Гилан, Ричи Блекмор, Џон Лорд, Роџер Главер и Ијан Пејс.

## Историја

### Окупљање (1967—1968)
Године 1967, на предлог Криса Кертиса, бившег бубњара групе Серчерс, у групу коју је он назвао „Раундабаутс“ (на српском „Вртешка“), укључили су се Џон Лорд на „хамонд“ оргуљама, Ричи Блекмор као главна гитара, на бас-гитари Ник Симпер, певач Род Еванс и на бубњевима Ијан Пејс из групе Мејз (eng. Maze). Касније су, на предлог Ричија Блекмора, променили назив у Deep Purple.

### Пробој (1968—1970)
У октобру 1968. група је постигла успех са обрадом песме „Hush“, која је достигла 4. место на топ-листама у Сједињеним Државама. Песма је била узета са њиховог деби албума Shades of Deep Purple и позвали су их да буду предгрупа групи Крим на њиховој опроштајној турнеји.
Свој други албум The Book of Taliesyn су издали у Америци, да би се поклопио са њиховом турнејом, иако су га издали у родној Уједињеном Краљевству тек после годину дана. Следеће, 1969. године, су издали трећи албум Deep Purple, на ком су се чули и гудачи и дрвени дувачки инструменти у једној песми (April). Примећено је неколико утицаја, пре свега групе Ванила фаџ и Лордових класичних претходника Баха и Николаја Римски-Корсакова.
После ова три албума и великих турнеја по САД, њихова америчка дискографска кућа Tetragrammaton је банкротирала, остављајући групу без пара и са несигурном будућношћу. Вративши се у Енглеску 1969, снимили су сингл Emmaretta, назван по једној од глумица мјузикла Коса, коју је Род Еванс покушавао да заведе, пре него што су он и Симпер били отпуштени из бенда.
Група је пронашла певача Ијана Гилана из групе Episode Six, која је издала неколико синглова, али без неког већег комерцијалног успеха. Бубњар Episode Six, Мајк Андервуд, стари Блекморов друг је упознао Гилана са остатком групе, а басиста Роџер Главер је испомагао бенд током неколико проба. Када су остали чланови групе успели да убеде Гловера да се у потпуности придружи групи, то је коначно уништило Episode Six, због чега је Андервуд добио комплекс кривице који је трајао готово деценију, док га Гилан није регрутовао за један од његових пост-Парпл бендова.
Тако је настала најпознатија постава групе, „Број 2“. Њихов први сингл је био Hallelujah, који се није добро показао.
После Концерта за групу и оркестар, троделног епског дела које је компоновао Џон Лорд, добили су преко потребног публицитета. Концерт је изведен уживо у Ројал Алберт Холу у децембру 1969, заједно са Краљевским филхармонијским оркестром, којим је дириговао Малком Арнолд. То је била једна од првих сарадњи рок групе и оркестра.

### Популарност и распад (1970—1976)
Убрзо после концерта са оркестром, бенд је интензивно почео са турнејама и снимањем албума, и следеће три године су имали мало одмора. На првом студијском албуму тог периода, Deep Purple in Rock (име које су намерно изабрали да би се дистанцирали од класично оријентисаног ранијег албума), имали су неколико главних концертних песама, као што су Speed King, Into The Fire и Child in Time. Такође, бенд је издао сингл Black Night који је достигао пласман у првих десет у Британији. Блекморово и Лордово мешање гитаре и оргуља, са Гилановим „вриштањем“, постало је препознатљиво рок фановима у целој Европи.
Други албум, мекши и прогресивнији од претходног, Fireball (Гиланов омиљени), су издали у лето 1971. Са њега су песме Fireball и Strange Kind of Woman (која није била на плочи, али је била снимљена на сесијама) издате као синглови.
Неколико недеља после Fireballa, група је већ свирала песме планиране за следећи албум. Једна песма (касније именована Highway Star) је настала у аутобусу, док су ишли на свирку у Портсмут, као одговор на питање једног новинара „Како пишете песме?“. Три месеца касније, отишли су у Швајцарску да сниме албум Machine Head. Снимање је требало да буде у мобилној јединици за снимање Ролингстонса у казину у Монтроу, али је због пожара који је избио за време свирке Френка Запе и „Мадерс ов инвеншон“ (Мајке изума) морали су да снимају у хотелу Гранд. Тај инцидент је послужио члановима бенда као инспирација за песму Smoke on the Water.
Настављајући тамо где су претходна два албума стала, Machine Head је постао један од најпознатијих албума друге поставе, садржавајући песме које су постале концертни хитови (као нпр. Highway Star, Space Truckin', Lazy и Smoke on the Water). Deep Purple је наставио са непрекидним турнејама и снимањем у темпу који неће бити надмашен следећих тридесет година: Machine Head је био њихов седми албум за три и по године постојања. У међувремену, група је имала четири турнеје по САД у 1972, а у августу исте године, после турнеје по Јапану издали су уживо албум Made in Japan. Иако је тај албум био првобитно намењен јапанском тржишту, његово светско издање је одмах постало хит. Made in Japan је и данас један од најпопуларнијих и најпродаванијих уживо албума.
Класична постава „Бр. 2“ је наставила са радом и издала још и албум Who Do We Think We Are (1973), са хит песмом Woman from Tokyo, али су унутрашње тензије и исцрпљеност узимали све већег маха. Лоши односи су кулминирали кад је Ијан Гилан напустио групу после друге јапанске турнеје у лето 1973, док је Роџер Главер био истеран заједно са њим. Њихова замена су били непознати певач из североисточне Енглеске, Дејвид Кавердејл, и басиста и пратећи вокал Глен Хјуз. Ова нова постава је наставила са радом и ускоро 1974. издала тврђи блуз-рок албум Burn, још једно веома успешно издање за којим је следила светска турнеја, која је почела концертом у Београду. Хјуз и Кавердејл су додали вокалне хармоније и фанки звук бенду, што је постало очигледније у следећем албуму Stormbringer, издатом крајем године. Ипак, Блекмор је изразио незадовољство албумом, и напустио бенд у пролеће 1975. да оформи свој бенд Rainbow, са Ронијем Џејмсом Дијем из бенда Елф.
С Блекморовим одласком, бенд је морао да попуни једну од највећих празнина у својој историји. Упркос томе, незаменљивог “Човека у црном” је заменио амерички гитариста Томи Болин.
Као резултат сарадње јавио се албум Come Taste the Band у октобру 1975. Упркос различитим оценама, извесно је да је овај албум донео екстремнији фанк звук у хард рок.

### Оживљавање са Стивом Морсом (1994—2022)
Морсеов долазак ревитализирао је бенд креативно, а нови албум из 1996. под називом  Purpendicular  је показао широку палету музичких стилова, иако никада није направио успех на Билбордовој лествици 200 у САД. Марк VII, или постава VII, избацује нови живи албум Live at The Olympia '96, 1997. године. Уз обновљену сет-листу на турнеји, Deep Purple је имао успешне турнеје током остатка 1990-их, објавивши стилом жешћи албум Абандон 1998, те свирајући с обновљеним ентузијазмом. Године 1999,, Јон Лорд, уз помоћ холандског обожаватеља, који је такође био музиколог и композитор, Марца де Гоеија, мукотрпно понавља Концерт за Групу и оркестар, чији је изворни резултат изгубљен. Изведен је још једном у Ројал Алберт Холу у септембру 1999, овај пут с Лондонским симфонијским оркестром и Паул Манном. Концерт је такође садржавао пјесме из соло каријера сваког од чланова бенда, као и кратки сет, и догађај је обележен на живом албуму Live at the Royal Albert Hall из 2000. године. 2001, бокс сет The Snowboard Series је пуштен у продају укључујући концерте са Аустралијске турнеје плус два из Токија, Јапан.

### Залазак каријере (2022—данас)
Стиви Морс напушта бенд у марту 2022. након што је његови жени дијагонстикован канцер. Бенд наставља даље са Сајмоном Бекбрајдом.

## Турнеје
Deep Purple сматрају једним од састава који има највећу (најтежу) турографију на свету. Од 1968. до данас (изузимајући период 1976-1983 када је група била растурена) они настављају са турнејама широм света. У 2007. години састав добија специјалну награду за продају 150.000 улазница на турнеји по Француској у скоро 40 градова..
In 2007, Rapture of the Deep турнеја је у 2007 години заузела шесто место (у свим музичким жанровима) турнеја године, на основу гласања на Planet Rock радио станици. A Bigger Bang турнеја Ролингстонса је заузела пето место са само 1% више гласова. Deep Purple је у мају 2008 издао нови компилацијски DVD бокс уживо, Around the World Live. У фебруару 2008, група је наступила први пут у московском Кремљу на лични захтев Димитрија Медведева који је у то време сматран ексклузивним наступом за Председништво Русије. Састав је био и део забаве на светском првенству у нордијском скијању 2009 у Либерецу у Чешкој.
- Deep Purple дебитантска турнеја, 1968.
- Shades of Deep Purple турнеја, 1968.
- The Book of Taliesyn турнеја, 1968.
- Deep Purple European турнеја, (пред-турнеја турнеји In Rock) 1969-1970.
- In Rock светска турнеја - 1970-1971.
- Fireball светска турнеја, 1971-1972.
- Machine Head светска турнеја, 1972-1973.
- Deep Purple европска турнеја 1974.
- Burn светска турнеја, 1974.
- Stormbringer светска турнеја, 1974-1975.
- Come Taste The Band светска турнеја, 1975-1976.
- Perfect Strangers светска турнеја, или Reunion Tour 1984-1985.
- The House of Blue Light светска турнеја, 1987-1988.
- Slaves and Masters светска турнеја, 1991.
- Deep Purple 25-то годишња јубиларна турнеја, или The Battle Rages On турнеја, 1993.
- Deep Purple и Џо Сатријани турнеја, 1993-1994.
- Deep Purple тајна мексичка турнеја (мала турнеја за загревање са Стиви Морсом)
- Deep Purple тајна америчка турнеја 1994-1995.
- Deep Purple азијска и афричка турнеја 1995.
- Purpendicular светска турнеја, 1996-1997.
- A Band on World Tour, 1998-1999.
- Concerto World Tour, 2000-2001.
- Deep Purple светска турнеја, 2001-2003.
- Bananas светска турнеја, 2003-2005.
- Rapture of the Deep светска турнеја, 2006-2011.
- The Songs That Built Rock Tour, 2011.–2012.
- Шта сад? Светска турнеја, 2013-2015.
- Светска турнеја 2016., 2016.
- Збогом, 2017-2019.[14]

## Дискографија

### Студијски албуми
- Shades of Deep Purple (1968)
- The Book of Taliesyn (1968)
- Deep Purple (1969)
- Deep Purple in Rock (1970)
- Fireball (1971)
- Machine Head (1972)
- Who Do We Think We Are (1973)
- Burn (1974)
- Stormbringer (1974)
- Come Taste the Band (1975)
- Perfect Strangers (1984)
- The House of Blue Light (1987)
- Slaves and Masters (1990)
- The Battle Rages On... (1993)
- Purpendicular (1996)
- Abandon (1998)
- Bananas (2003)
- Rapture of the Deep (2005)
- Now What?! (2013)
- Infinite (2017)
- Whoosh! (2020)
- Turning to Crime (2021)
- =1 (2024)